# Bambusa latideltata
Bambusa latideltata är en gräsart som beskrevs av Wan Tao Lin. Bambusa latideltata ingår i släktet Bambusa och familjen gräs. Inga underarter finns listade i Catalogue of Life.